# Przestrzeń lokalnie jednostajnie wypukła
Przestrzeń lokalnie jednostajnie wypukła – przestrzeń Banacha {\displaystyle X} o tej własności, że dla każdej dodaniej liczby {\displaystyle \varepsilon } i każdego takiego elementu {\displaystyle x} przestrzeni {\displaystyle X} o normie równej 1, istnieje taka liczba {\displaystyle \delta >0} (zależna od {\displaystyle \varepsilon } i {\displaystyle x}), że jeżeli {\displaystyle y} jest elementem przestrzeni {\displaystyle X} o normie równej 1 oraz
{\displaystyle \|x-y\|\geqslant \varepsilon ,}
to
{\displaystyle {\frac {\|x+y\|}{2}}\leqslant 1-\delta .}
Pojęcie przestrzeni lokalnie jednostajnie wypukłej uogólnia pojęcie przestrzeni jednostajnie wypukłej i zostało wprowadzone w roku 1955 przez A.R. Lovaglię – udowodnił on, m.in., że {\displaystyle \ell _{2}}-suma przestrzeni lokalnie jednostajnie wypukłych nadal jest przestrzenią lokalnie jednostajnie wypukłą.
Dowodzi się, że przestrzeń Banacha jest lokalnie jednostajnie wypukła wtedy i tylko wtedy, gdy każdy ciąg jej punktów {\displaystyle (x_{n})_{n=1}^{\infty }} o wyrazach mających normę równą 1 oraz dla którego istnieje granica
{\displaystyle \lim _{n\to \infty }\|x_{n}+x_{0}\|=2,}
przy pewnym elemencie {\displaystyle x_{0}} przestrzeni {\displaystyle X} mającym normę 1, jest zbieżny do punktu {\displaystyle x_{0}.}
W literaturze używane bywa także pojęcie słabo lokalnie jednostajnie wypukłej przestrzeni Banacha, które definiuje się zastępując warunek zbieżności ciągu {\displaystyle (x_{n})_{n=1}^{\infty }} do {\displaystyle x_{0}} powyżej słabą zbieżnością.

## Własności i przykłady
- W przestrzeni {\displaystyle C[0,1]} wszystkich funkcji ciągłych na odcinku jednostkowym z normą supremum (a więc, w szczególności, w każdej ośrodkowej przestrzeni Banacha; por. twierdzenie Banacha-Mazura), istnieje norma równoważna, która jest lokalnie jednostajnie wypukła[2].
- W każdej przestrzeni Banacha typu WCG istnieje norma lokalnie jednostajnie wypukła[3].
- Jeżeli druga przestrzeń sprzężona {\displaystyle X^{**}} przestrzeni Banacha {\displaystyle X} jest słabo lokalnie jednostajnie wypukła, to {\displaystyle X} jest refleksywna.
- Przestrzeń sprzężona przestrzeni Banacha, która jest słabo lokalnie jednostajnie wypukła ma również własność Radona-Nikodýma[4].
- Szymon Draga udowodnił, że w każdej nieskończenie wymiarowej przestrzeni Banacha {\displaystyle X} o tej własności, że przestrzeń sprzężona {\displaystyle X^{*}} jest ośrodkowa można wprowadzić normę równoważną, która jest słabo lokalnie jednostajnie wypukła, ale nie lokalnie jednostajnie wypukła[5]